# Ас-Салам
Ас-Сала́м (от араб. السلام‎ — мир) — всероссийская мусульманская духовно-просветительская газета, издающаяся в Дагестане (Россия).

## О газете
Газета печатается по согласованию с Духовным управлением мусульман Дагестана. Учредителем газеты является Благотворительный фонд «Путь». Главный редактор — Наира Махмудова.
Газета издаётся на 13-ти языках: русском, английском, татарском, башкирском, таджикском, аварском, турецком, азербайджанском, даргинском, кумыкском, лакском, лезгинском и табасаранском языках. В газете публикуются материалы о вопросах веры, о жизни мусульманского общества в России и других странах, интервью с деятелями разных общественно-политических, религиозных и многих других важных для читателей направлений. Согласно заявлению муфтията Дагестана, единственной целью широкого распространения этой газеты является «просвещение россиян, особенно мусульманской части, в вопросах традиционного ислама». В газете периодически появляются критические публикации о других направлениях ислама, прежде всего шиизме, распространённом в юго-восточных регионах Дагестана.
Газету можно встретить в мечетях по всей России, а также в Белоруссии, на Украине, в Азербайджане, в Германии и Польше. По словам старшего научного сотрудника Института востоковедения РАН Михаила Рощина газета «Ас-Салам» выпускается в Дагестане в больших количествах и, сколько существует, распространяется представителями муфтията в разных местах, особенно в районах компактного проживания уроженцев Дагестана. Например, в Ставропольском крае, где проживает много дагестанцев, или в Крыму, где дагестанцев не так много.

## История
Издаётся с 1994 года. Главным редактором газеты была Патимат Гамзатова.

## Редакционный совет
- Председатель — Ахмад Абдулаев, Нурмагомедов Идрис
- Члены: Камиль Самигуллин, Альбир Крганов, Магомед Абдурахманов
- Главный редактор: Наира Магомедовна Махмудова
- Заместитель главного редактора: Мухаммад Мукошдибиров
- Канонический редактор: Мухаммадрасул Ашиков
- Редакторы: Абдулла Магомедов (авар.), Наида Гуруева (дарг.), Азиз Мичигишев (кум.), Гасан Амаханов (лезг.), Иса Омаров (лак.), Ансар Рамазанов (таб.), Лейла Хусяинова (тат.), Раджаб Маммадов (азерб.)[2].

## Периодичность издания и тираж
| Язык издания    | Периодичность  | Тираж  |
| --------------- | -------------- | ------ |
| русский         | 2 раза в месяц | 93240  |
| татарский       | 1 раз в месяц  | 950    |
| аварский        | 2 раза в месяц | 29 000 |
| азербайджанский | 1 раз в месяц  | 1000   |
| даргинский      | 1 раз в месяц  | 4 500  |
| кумыкский       | 1 раз в месяц  | 3 000  |
| лакский         | 1 раз в месяц  | 2 100  |
| лезгинский      | 1 раз в месяц  | 3 200  |
| табасаранский   | 1 раз в месяц  | 2 000  |